# Museo de Arte de Honolulu
El Museo de Arte de Honolulu (Honolulu Museum of Art y anteriormente Honolulu Academy of Arts) es un museo de arte situado en Honolulu, Hawái.  Es el museo de arte más grande del estado y fue fundado en 1922 por Anna Rice Cooke. El museo tiene una de las mayores colecciones de arte asiático y pan-pacífico de los Estados Unidos y desde su inauguración oficial, el 8 de abril de 1927, ha ido creciendo hasta superar las 50.000 obras de arte.

## Descripción
El Museo de Arte de Honolulu fue llamado “el mejor museo pequeño de los Estados Unidosˮ por J. Carter Brown, director de la Galería Nacional de Arte entre 1969 y 1992. Ofrece exposiciones especiales de relevancia internacional y presenta una colección que incluye a Hokusai, van Gogh, Gauguin, Monet, Picasso y Warhol, así como arte asiático tradicional y arte hawaiano. En 2011, el Museo de arte contemporáneo (Honolulu Museum of Arts Spalding House) cedió sus fondos y su colección a la Honolulu Academy of Arts y en 2012 ambos museos cambiaron su nombre por el de Museo de Arte de Honolulu.
El museo está reconocido por la Alianza Americana de Museos y está registrado como patrimonio Nacional e Histórico del Estado. En 1990 se abrió la Escuela del Museo de Arte de Honolulu con el fin de ampliar la oferta de estudios de arte y talleres. En 2001 se abrió el Pabellón Henry R. Luce para albergar la Cafetería del Museo de Arte de Honolulu, la tienda del museo y el ala Henry R. Luce con 740 metros cuadrados (8.000 pies cuadrados) de espacio de galería.

### Colecciones y fondos

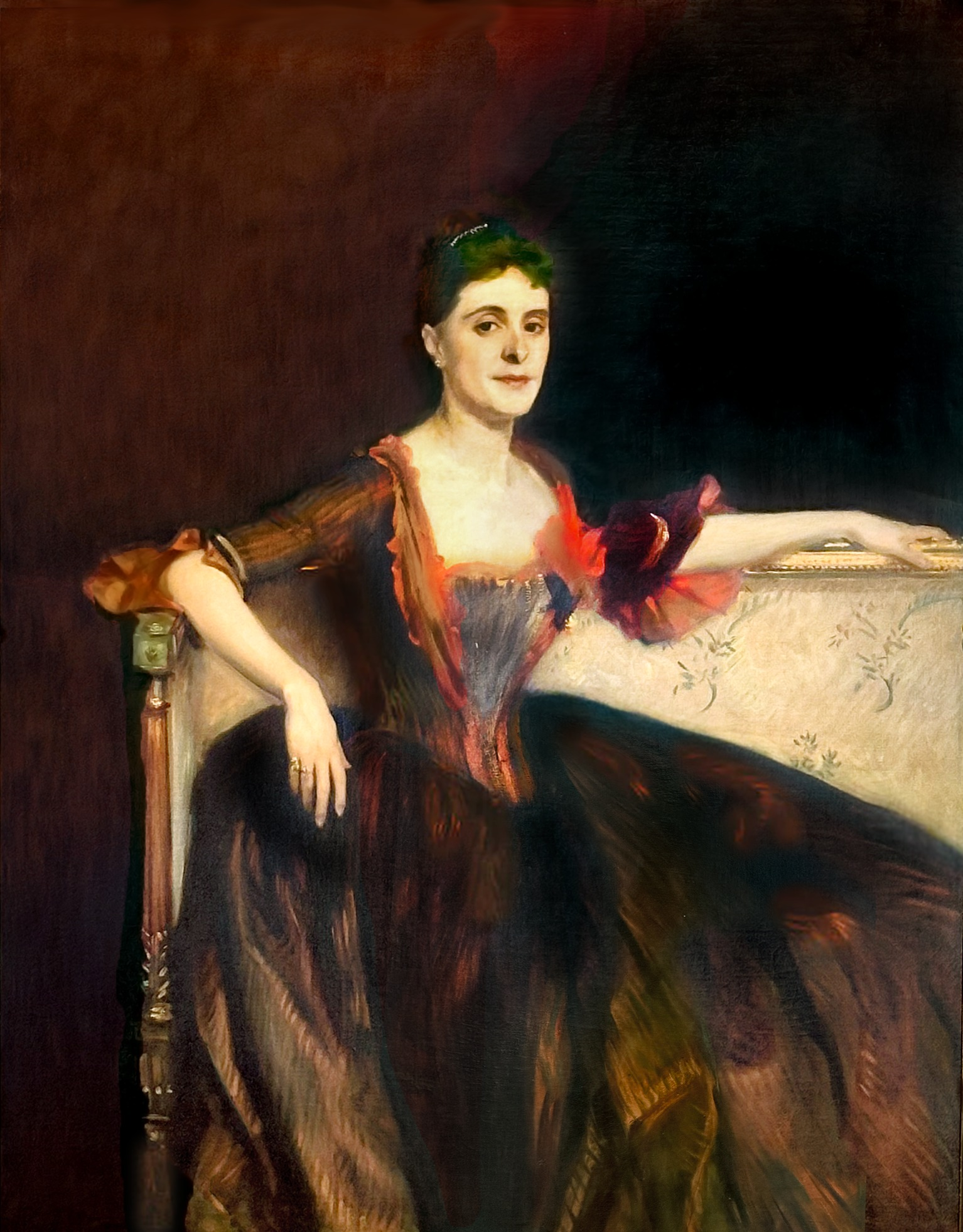
La señora Thomas Lincoln Manson Jr (Mary Groot) 1890, por John Singer Sargent. Óleo sobre tela (56.06" x 44.25")

El Museo de Arte de Honolulu posee una amplia colección de arte asiático, especialmente de obras japonesas y chinas.  Las principales colecciones incluyen la Colección Samuel H. Kress  de pintura del Renacimiento italiano, americana y europea y de artes decorativas, arte africano, de Oceanía y americano, textiles, arte contemporáneo y una colección de dibujos formada por unos 23.000 trabajos sobre papel. Entre otras colecciones también deben señalarse la Colección James A. Michener de grabados ukiyo-e y la colección de arte hawaiano, que constituye una crónica de la historia de arte en Hawái.
La sección de arte europeo y americano incluye pinturas de Josef Albers, Francis Bacon, Edward Mitchell Bannister, Romare Bearden, Jean-Baptiste Belin, Bernardino di Betti (llamado Pinturicchio), Abraham van Beyeren, Albert Bierstadt, Carlo Bonavia, Pierre Bonnard, François Boucher, Albrecht Bouts, Georges Braque, Mary Cassatt, Paul Cézanne, Giorgio de Chirico, Frederic Edwin Church, Jacopo di Cione, Edwaert Collier, John Singleton Copley, Piero di Cosimo, Gustave Courbet, Carlo Crivelli, Jasper Francis Cropsey, Henri-Edmond Cross, Stuart Davis, Edgar Degas, Eugène Delacroix, Robert Delaunay, Richard Diebenkorn, Arthur G. Dove, Thomas Eakins, Henri Fantin-Latour, Helen Frankenthaler, Bartolo di Fredi, Paul Gauguin, Vincent van Gogh, Jan van Goyen, Francesco Granacci, Childe Hassam, Hans Hofmann, Pieter de Hooch, Adélaïde Labille-Guiard, Philip Guston, William Harnett, George Inness, Alex Katz, Paul Klee, Nicolas de Largillière, Thomas Lawrence, Fernand Léger, Morris Louis, Maximilien Luce, Alessandro Magnasco, Robert Mangold, el Maestro de 1518, Henri Matisse, Pierre Mignard, Amedeo Modigliani, Claude Monet, Thomas Moran, Giovanni Battista Moroni, Anna Mary Robertson (Grandma) Moses, Robert Motherwell, Alice Neel, Kenneth Noland, Georgia O'Keeffe, Amédée Ozenfant, Charles Willson Peale, James Peale, Pablo Picasso, Camille Pissarro, Fairfield Porter, Robert Priseman, Robert Rauschenberg, Odilon Redon, Diego Rivera, George Romney, Francesco de' Rossi (llamado il Salviati), Carlo Saraceni, John Singer Sargent, Gino Severini, Frank Stella, Gilbert Stuart, Thomas Sully, Yves Tanguy, Jan Philip van Thielen, Giovanni Domenico Tiepolo, Bartolomeo Vivarini, Maurice de Vlaminck, William Guy Wall y James McNeill Whistler.
La colección también incluye obras tridimensionales de Alexander Archipenko, Robert Arneson, Leonard Baskin, Lee Bontecou, Émile Antoine Bourdelle, Alexander Calder, Dale Chihuly, John Talbott Donoghue, Jacob Epstein, David Hockney, Donald Judd, Jun Kaneko, Gaston Lachaise, Wilhelm Lehmbruck, Roy Lichtenstein, Jacques Lipschitz, Aristide Maillol, John McCracken, Claude Michel (llamado Clodion), Henry Moore, Elie Nadelman, George Nakashima, Louise Nevelson, Isamu Noguchi, Hiram Power, Pierre-Auguste Renoir, George Rickey, Auguste Rodin, James Rosati, Augustus Saint-Gaudens, Lucas Sámaras, George Segal, David Smith, Mark di Suvero, Tom Wesselmann y Jack Zajac.</ref></ref>  La colección permanente está distribuida por 32 galerías y seis patios.

### Entrada
El Museo de Arte de Honolulu ocupa 13.000 m² (3,2 acres) y se encuentra cerca del centro de Honolulu.
El museo está abierto al público de martes a domingo. La entrada solo es gratuita para socios del Museo, niños y para algunas actividades o días concretos.

### Museo de Arte de Honolulu Spalding House
La otra sede del museo,la Spalding House (antes El Museo Contemporáneo de Honolulu), se encuentra en Makiki Heights e incluye galerías de arte, una cafetería y un jardín de esculturas. Una de las obras permanentes es la instalación L'enfant et les sortilèges, de David Hockney.

### Teatro Doris Duke
El Teatro Doris Duke del museo cuenta con 280 asientos. Se utiliza como sala de proyección de películas, para conciertos, conferencias y presentaciones. Este teatro es también la sede del festiva de cine LGBT de Hawái Raimbow Film Festival. 

### Biblioteca de Arte Robert Allerton
En 1927 la Biblioteca de investigación abrió sus puertas con más de 500 libros. En 1955 fue ampliada y bautizada con el nombre de Biblioteca de Arte Robert Allerton. La colección incluye 45.000 libros y publicaciones periódicas, archivos biográficos de artistas y catálogos de subastas que datan de principios del siglo XX. El museo cuenta con más de 8.000 xilografías, muchas de los cuales fueron donadas por James A. Michener. Asimismo hay más de 2.000 grabados japoneses ukiyo-e digitalizados y disponibles para su visualización en línea.

### Escuela del Museo de Arte de Honolulu
La educación artística es otra faceta del museo. La Escuela del Museo de Arte de Honolulu (anteriormente Academy Art Center at Linekona) ofrece clases de arte y talleres y acoge exposiciones de arte tradicional y de artistas contemporáneos de la propia isla. La Escuela ofrece programas de educación de arte para niños con necesidades especiales y estudiantes de escuelas públicas y cuenta con colección destinada a préstamos para educadores, estudiantes y grupos de la comunidad.

## Galería

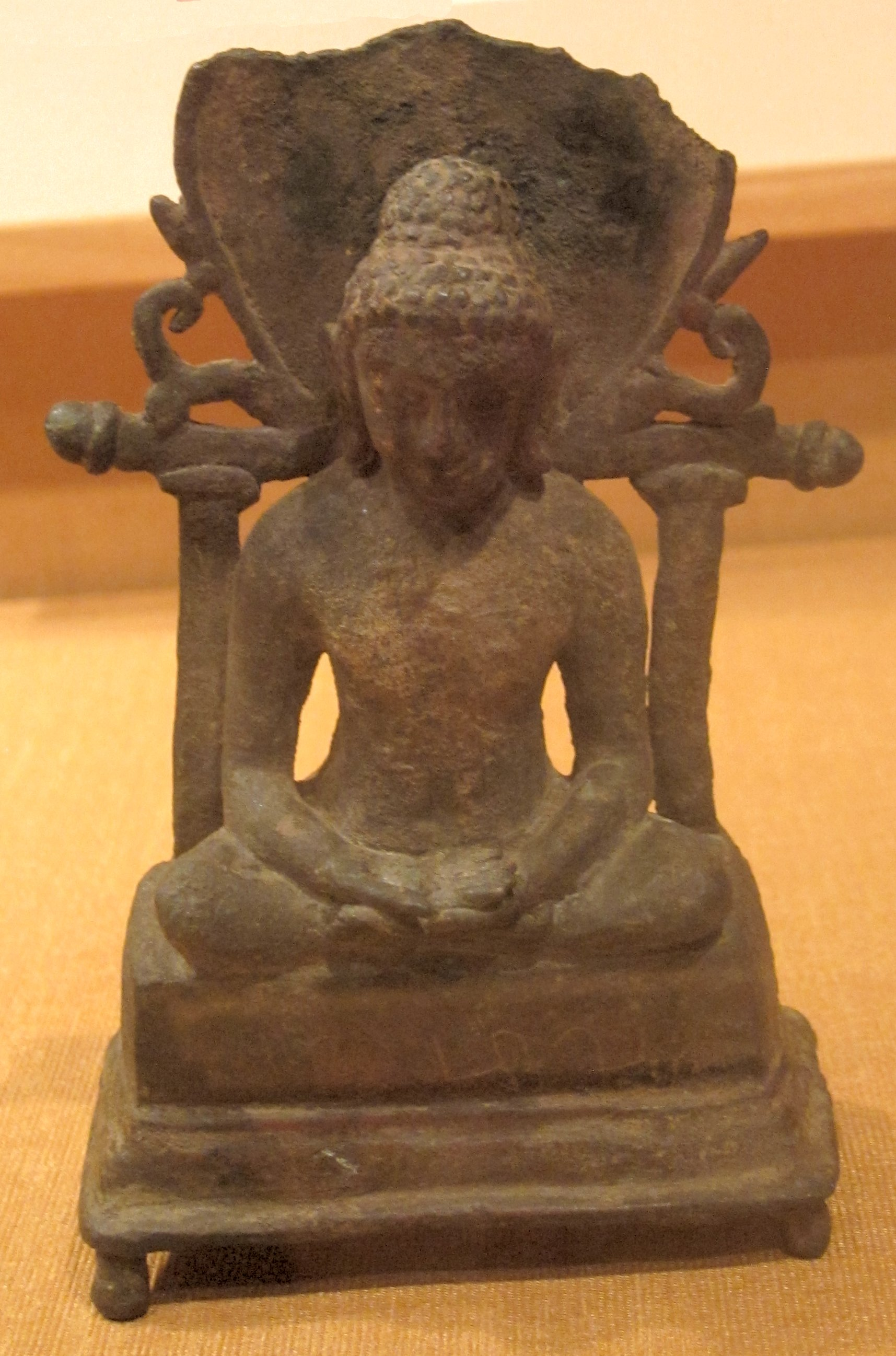
Tirthankara, Akota, India, s. VII
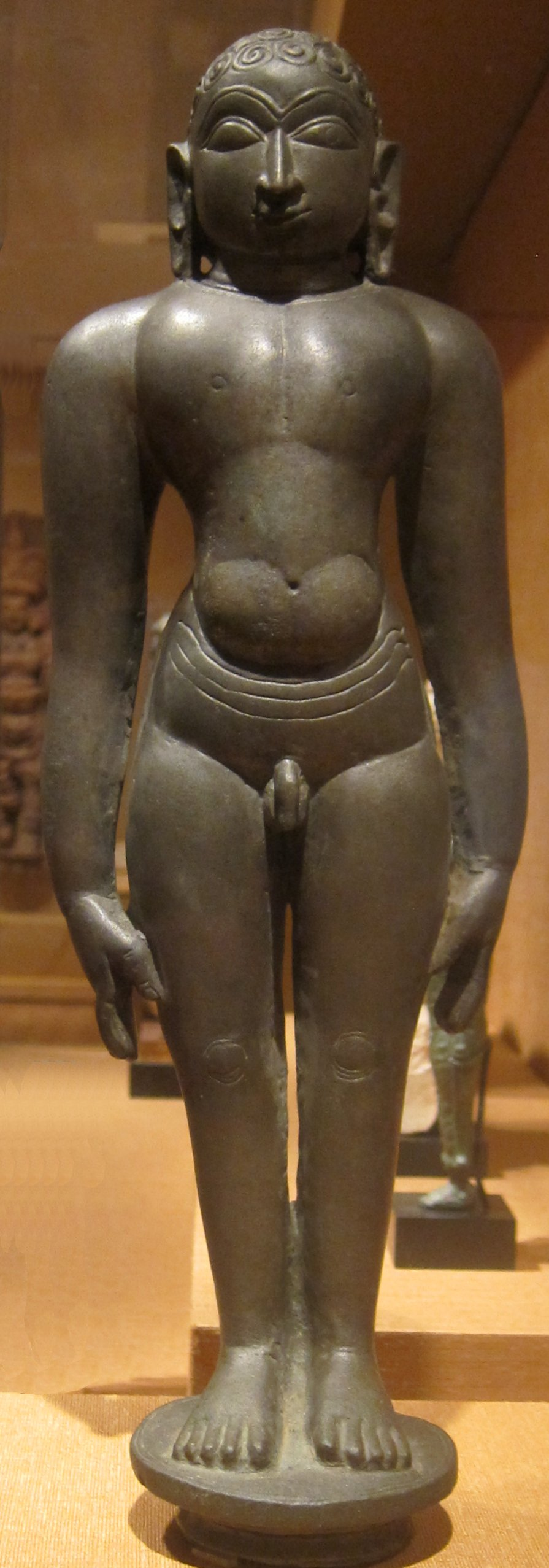
Tirthankara, India, siglos X-XI
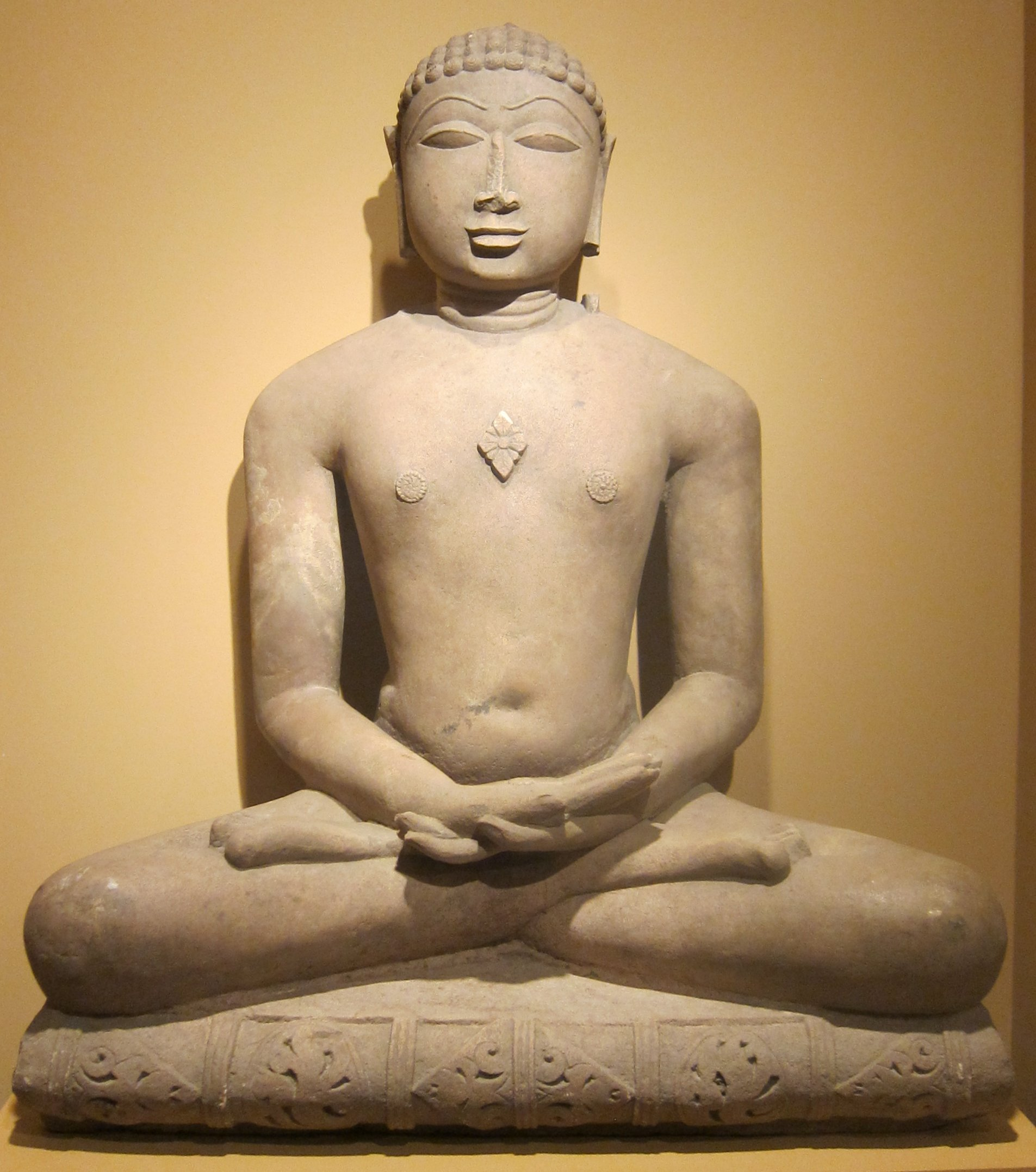
Tirthankar, India, c. 1118 dC
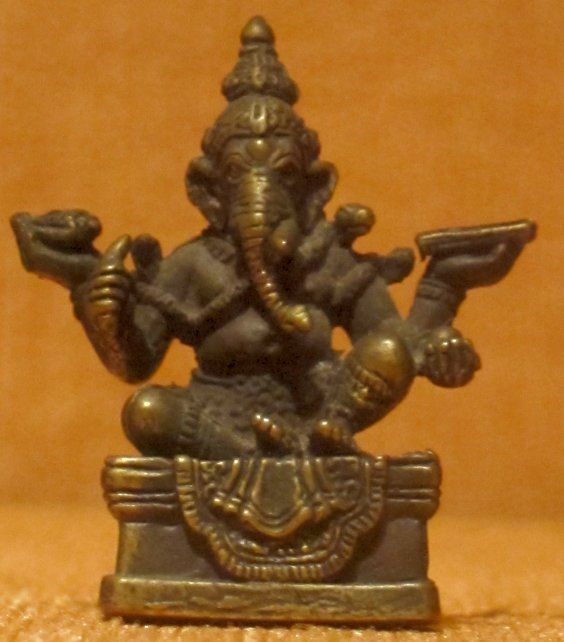
Ganesha, Bronce, India, s. XIX
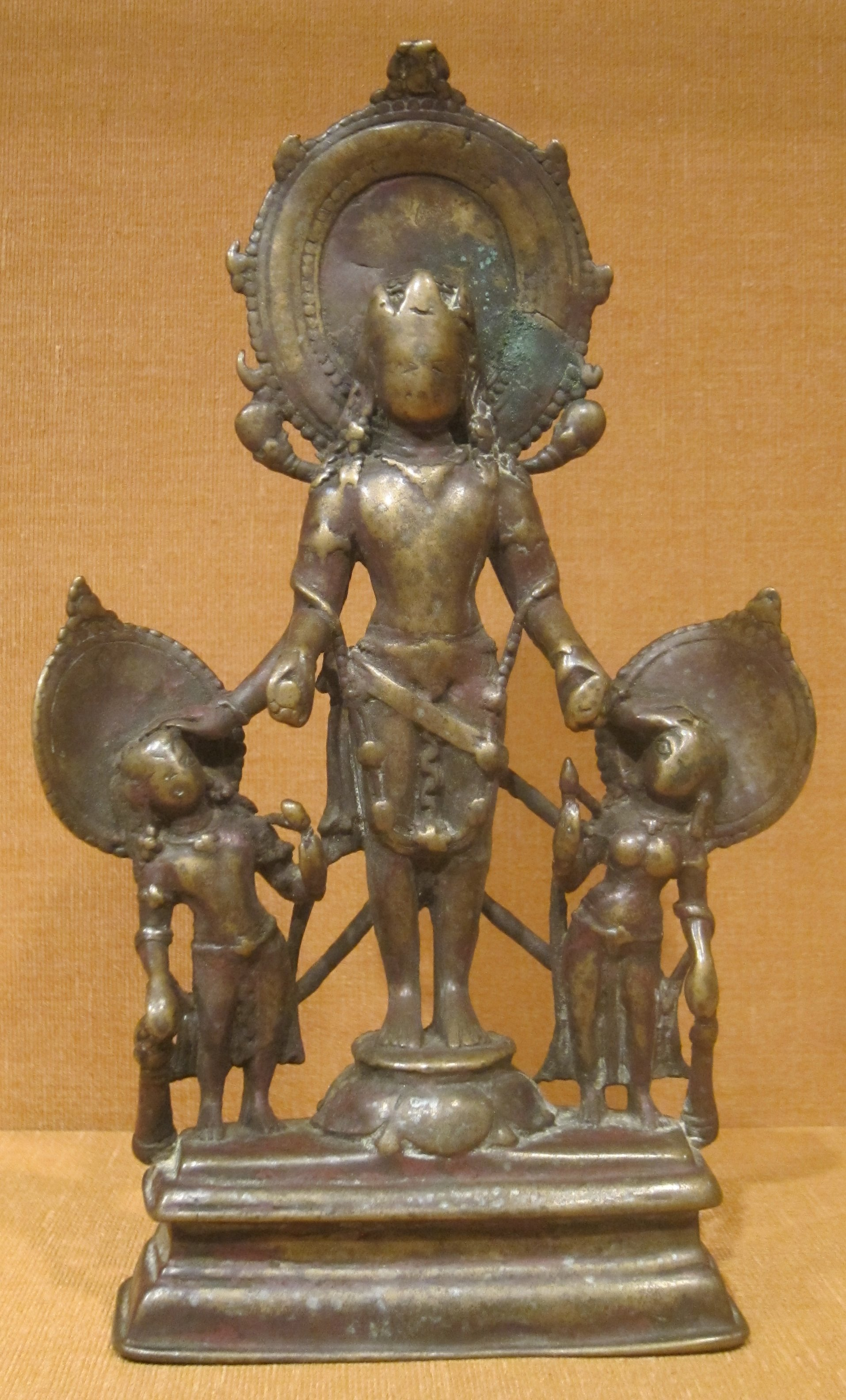
Visnú con dos sirvientes, India, siglos VIII-IX.
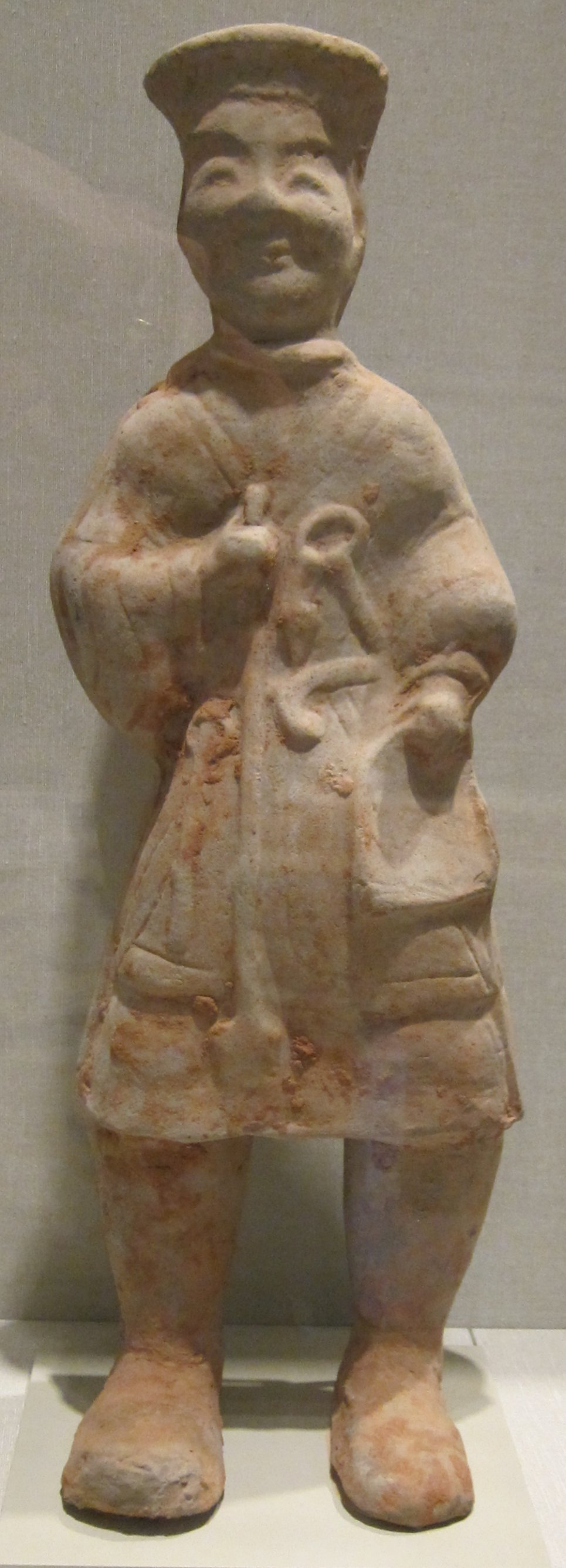
Escultura de un granjero procedente de una tumba china. Dinastía Han, siglos I-II aC
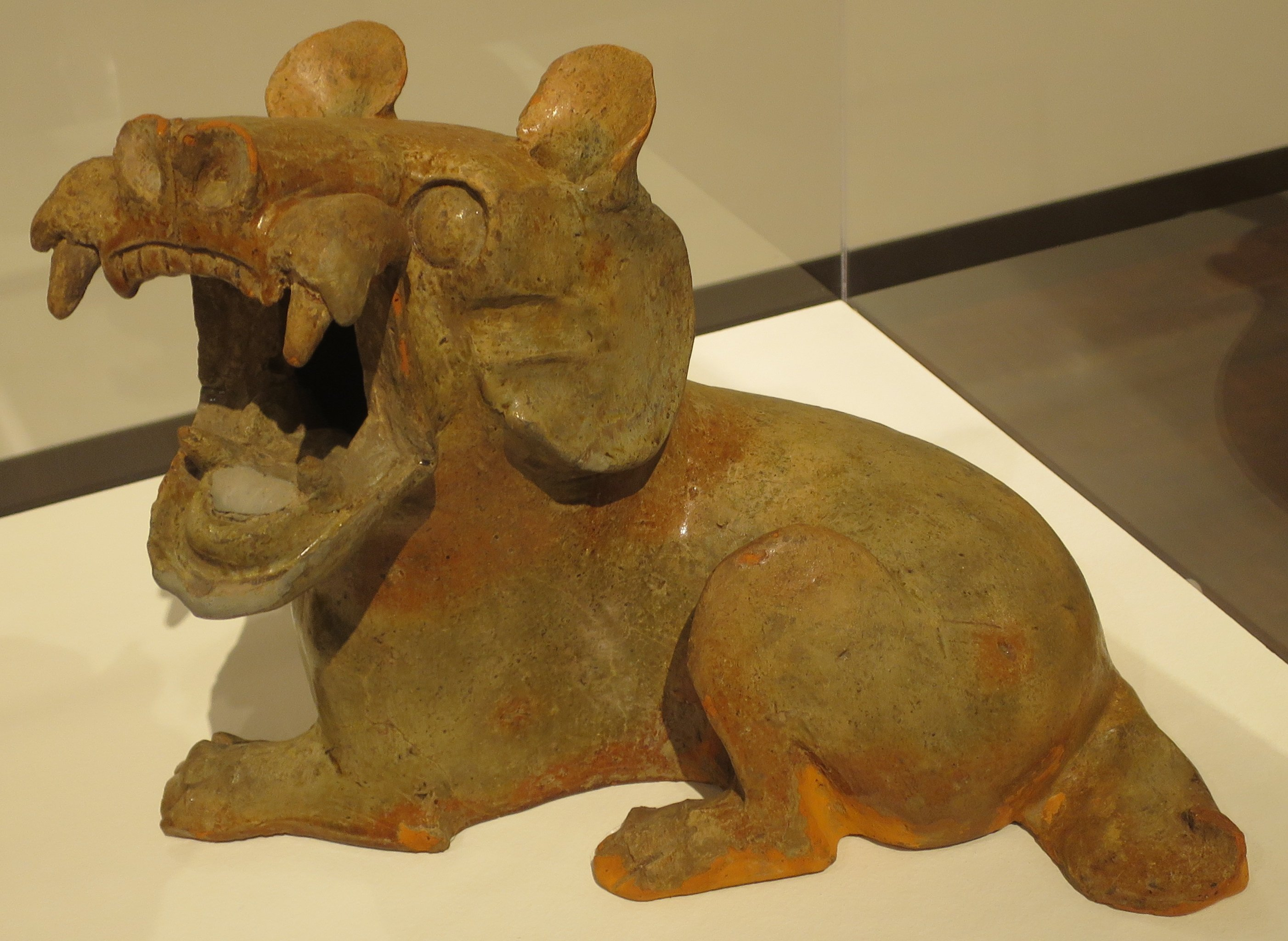
Perro, China, Dinastía Han, 206 aC - 220 dC
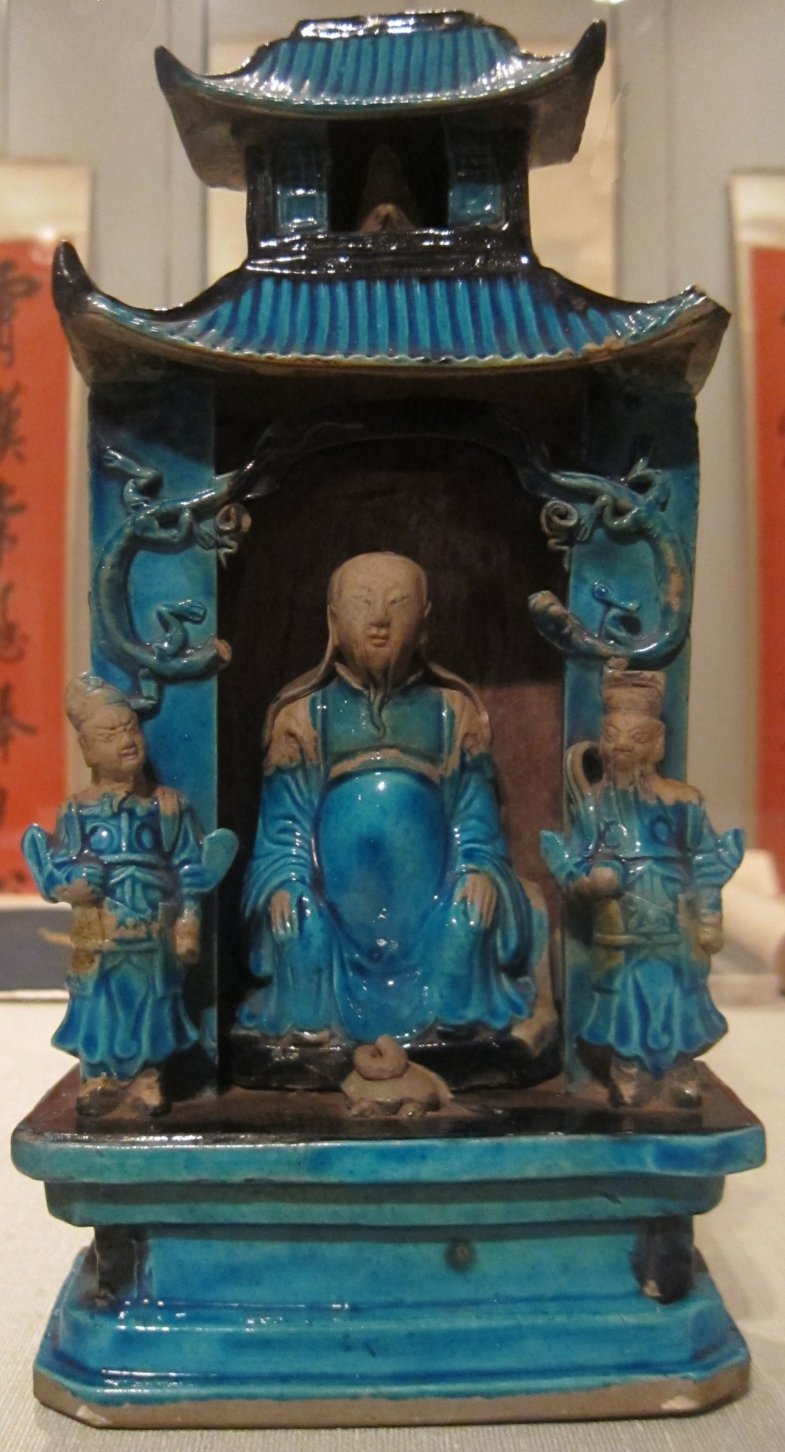
El Dios estrella de la Longevidad, China, Dinastía Ming, siglo XVI
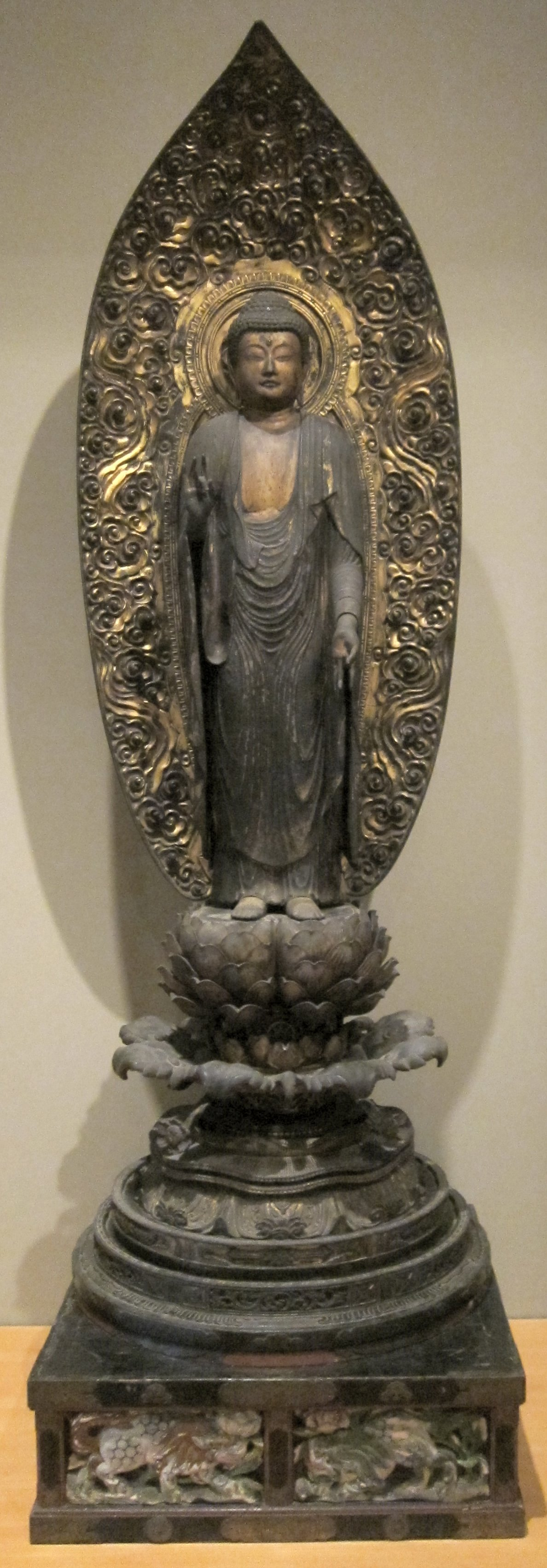
Amida, Japón, periodo Muromachi, siglo XV
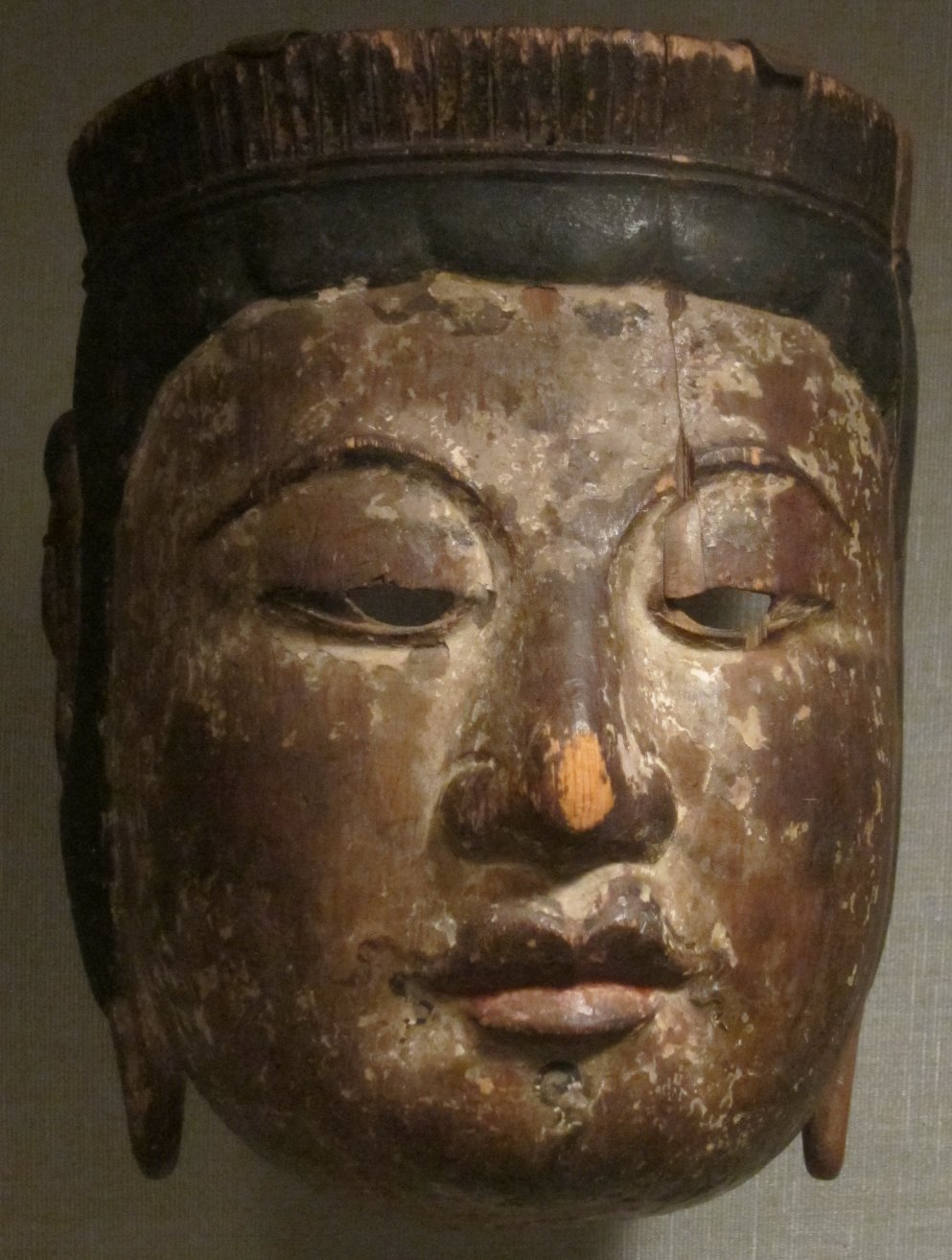
Máscara procesional de Dios Guardián, Japón, periodo Heian, 1086
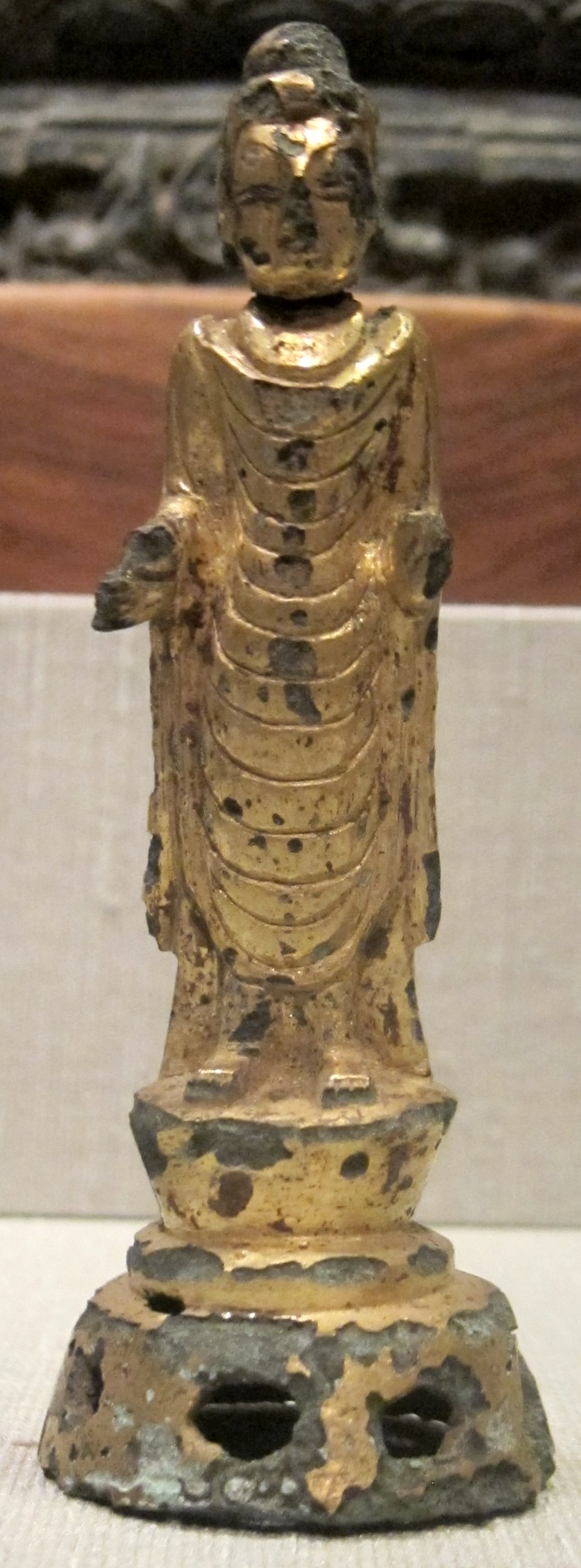
Estatua en bronce sobredorado de Sakyamuni, Corea, Reino Unificado de Silla, siglos VIII - IX
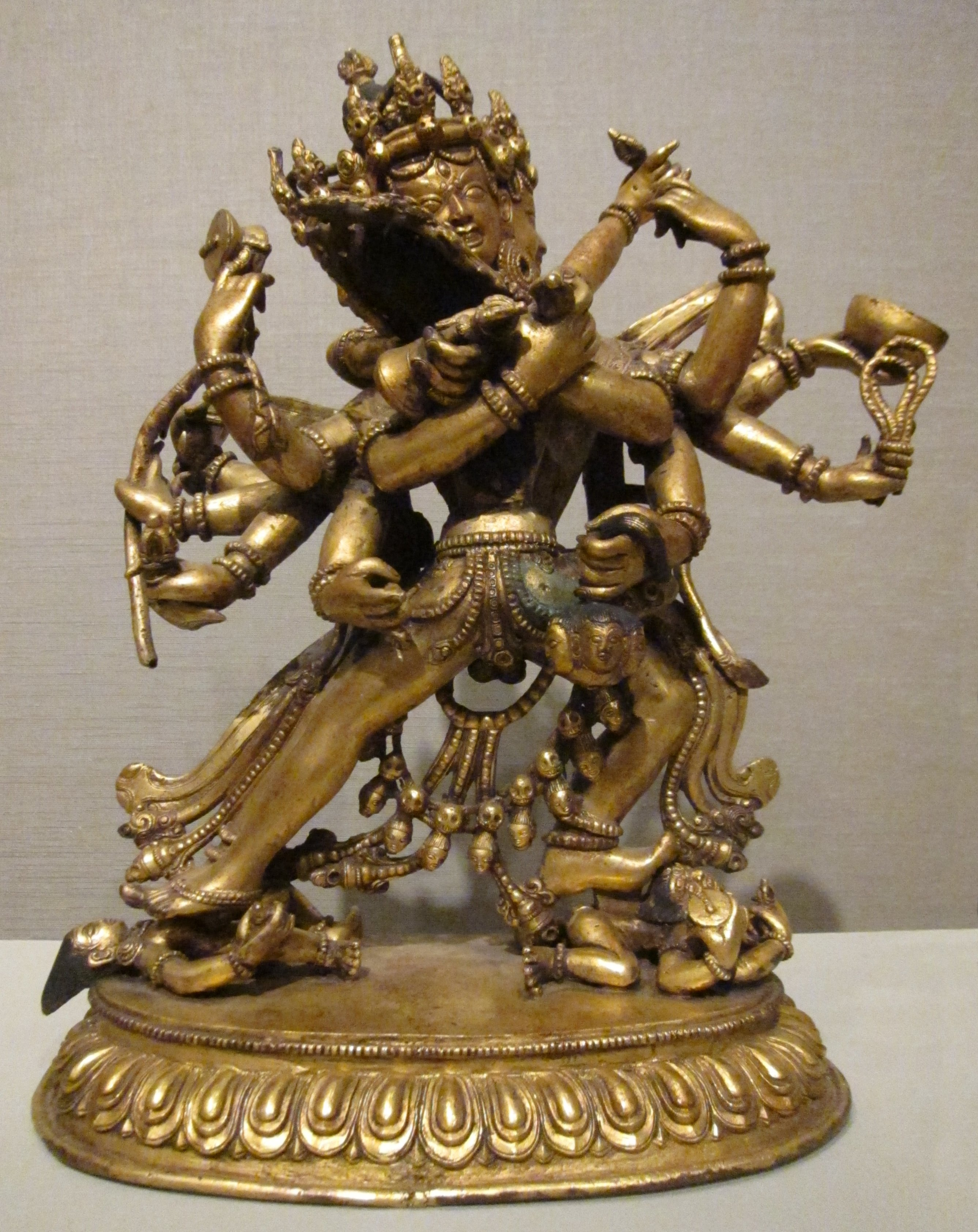
Estatua de Hevajra, Nepal, siglo XIX